# Antioquiaborsttyrann
Antioquiaborsttyrann (Pogonotriccus lanyoni) är en starkt utrotningshotad fågel som vanligen placeras i familjen tyranner. Den är endemisk för Colombia.

## Kännetecken

### Utseende
Antioquiaborsttyrannen är en 11 cm lång färgglad flugsnapparliknande fågel i gult och olivgrönt med kontrasterande grå hjässa. Vingar och stjärt är mer sotfärgade, de förra med två gula vingband. Undersidan är lysande gul. Runt ögat syns en ofullständig ögonring. Näbben är liten och tunn, med svart övre näbbhalva och hudfärgad nedre. Liknande glasögonborsttyrann har fullständig ögonring, smalare gulvita vingband, mer gulgrön undersida och grå hjässa som övergår i den grönaktig ryggen.

### Läten
Sången liknar övriga i släktet Pogonotriccus, en kort, fallande och stammande drill som varar i två sekunder och som avslutas med några längre och något ljusare toner. Lätet består av vassa och torra "chit" eller mjukare "tsip".

## Utbredning och status
Fågeln förekommer i centrala Anderna i norra Colombia (Antioquía och östra Caldas). IUCN kategoriserar arten som sårbar.

## Familjetillhörighet
Arten placeras traditionellt i familjen tyranner. DNA-studier visar dock att Tyrannidae består av fem klader som skildes åt redan under oligocen, pekar på att de skildes åt redan under oligocen, varför vissa auktoriteter behandlar dem som egna familjer. Bahiadvärgtyrannen med släktingar placeras då i Pipromorphidae.